# Xibuhe Xiang
Xibuhe Xiang (kinesiska: 西布河, 西布河乡) är en socken i Kina. Den ligger i provinsen Yunnan, i den sydvästra delen av landet, omkring 290 kilometer nordväst om provinshuvudstaden Kunming. Antalet invånare är 19 250. Befolkningen består av 9 292 kvinnor och 9 958 män. Barn under 15 år utgör 25,0 %, vuxna 15-64 år 67 %, och äldre över 65 år 6,0 %.
Genomsnittlig årsnederbörd är 1 116 millimeter. Den regnigaste månaden är juli, med i genomsnitt 378 mm nederbörd, och den torraste är januari, med 2 mm nederbörd.